# Thái Ất chân nhân
Thái Ất chân nhân (太乙真人; Tàiyǐ Zhēnrén) là một nhân vật trong tiểu thuyết Phong thần diễn nghĩa của Hứa Trọng Lâm, phỏng theo hình tượng Thái Ất Cứu Khổ Thiên Tôn của Đạo giáo, trong đó miêu tả Thái Ất chân nhân là chuyển thế của Thành Thang, vị vua đầu tiên của nhà Thương.

## Nguyên hình
Trong Đạo giáo, Thái Ất Cứu Khổ Thiên Tôn là một vị thần ngự tại Cung Diệu Nghiêm, thế giới Trường Nhạc tại phương đông, dẫn độ vong hồn chịu khổ đi vãng sinh, cùng với tiếp dẫn người có công đức viên mãn lên trời thành tiên. 

## Trong tác phẩm văn học

### Phong thần diễn nghĩa
Trong tiểu thuyết Phong thần diễn nghĩa, Thái Ất chân nhân là đồ đệ của Nguyên Thủy Thiên Tôn và là sư phụ của Na Tra, từng nhiều lần ra tay bảo vệ Na Tra khi có người tiến đến trả thù. Điển hình là khi Thạch Cơ nương nương tiến đến hỏi tội Na Tra vì đã giết chết đồ đệ của bà, Thái Ất chân nhân đã không ngần ngại dùng Cửu Long Thần Hỏa Tráo thiêu chết bà. Hay khi Na Tra lấy chết để tạ tội việc giết thái tử của Đông hải long cung là Ngao Bính, Thái Ất chân nhân đã tạo cho Na Tra một thân thể mới bằng củ sen.

### Tây du ký
Trong tiểu thuyết Tây du ký, Hình tượng gốc của Thái Ất Chân Nhân là Thái Ất Cứu Khổ Thiên Tôn đã ra tay thu phục Cửu Linh Nguyên Thánh, chính là tọa kỵ của ông mà đồng tử đã không may làm xổng chuồng.

### Quần tiên phá thiên môn
Trong bình thư Quần tiên phá tiên môn, Thái Ất chân nhân là sư phụ của nhân vật chính Dương Tông Anh.